# Exitianus pondus
Exitianus pondus är en insektsart som beskrevs av Ross 1968. Exitianus pondus ingår i släktet Exitianus och familjen dvärgstritar. Inga underarter finns listade i Catalogue of Life.